# Corella-Stausee
Der Corella-Stausee ist ein Stausee im Nordwesten des australischen Bundesstaates Queensland.

## Lage und Auslegung
Der See liegt unmittelbar südlich des Barkly Highway, ca. 50 km westlich von Cloncurry. Dort wird der Corella Creek angestaut. Am Ausfluss des Sees wird dieser zum Corella River.
Der Corella-Stausee besitzt eine Fläche von 320 ha und ein Stauvolumen von 15,3 Mio. m³. Die mittlere Wassertiefe liegt bei 4,8 m. Ein Loch in der Staumauer sorgt dafür, dass sich der See nie ganz füllt.

## Geschichte
Die Staumauer wurde 1959 gebaut, um Trinkwasser für die Uranmine Mary Kathleen zu erhalten.